# ロシア科学アカデミー
ロシア科学アカデミー（ロシアかがくアカデミー、ロシア語: Росси́йская акаде́мия нау́к, РАН, ラテン文字転写: Rossiiskaya akademiya nauk, RNA; 英語: Russian Academy of Sciences, RAS）は、ロシアの最高学術機関とされる国立アカデミーである。ロシア科学アカデミーは、ロシア連邦全土の学術研究機関を包括するものである。ロシア科学アカデミーの会員となることはロシアの学者、研究者にとって名誉である。
アカデミーの名称は、1803年からは、帝国科学アカデミー、1836年以降は、帝国サンクトペテルブルク科学アカデミー、ロシア革命により1917年に帝政ロシアが倒れると、ロシア科学アカデミーとなる。ソ連成立後の1925年からは、ソビエト社会主義共和国連邦科学アカデミー（Академия наук СССР、Akademiya Nauk SSSR）の名称で知られていた。
以前の非営利・独立の機関から、2010年代にロシア連邦政府の科学・高等教育省に属する機関に替わっている。

## 歴史

### 起源
ロシア科学アカデミーの起源は、ピョートル大帝によって西欧に科学技術や芸術の分野で追いつくために構想された帝国サンクトペテルブルク科学アカデミーである。1724年1月22日の元老院布告によって計画されたが、実際にアカデミーとして開設されたのは、大帝の死後の1725年の末であった。アカデミーには、数学者のレオンハルト・オイラー、クリスティアン・ゴールドバッハ、ニコラス2世ベルヌーイ、ダニエル・ベルヌーイ兄弟、発生学者のカスパー・ヴォルフ、カール・エルンスト・フォン・ベーア、天文学者のジョゼフ＝ニコラ・ドリル、物理学者のゲオルグ・ヴォルフガング・クラフト、歴史学者のゲルハルト・フリードリヒ・ミュラーらが招聘され、当初は、これらの外国人の科学者が会員のほとんどであった。
ピョートル大帝没後、科学アカデミーは円滑に進まなかった。ピョートル大帝の娘、エリザヴェータ女帝は、寵臣で最後のウクライナのヘトマンであったキリル・ラズモフスキー伯爵を科学アカデミー総裁に任命する。総裁職（プレジデント）は次第に名誉職と化し、総裁と別に院長（ディレクトール）が責任者として設置される。エカテリーナ2世は1783年1月24日、科学アカデミー院長にエカテリーナ・ダーシュコワ公爵夫人を任命する。啓蒙主義者でもあったダーシュコワは、院長として辣腕を振るい、科学アカデミーの再建に着手し、財政再建と出版活動の活性化に力を注ぐ。ダーシュコワは、オイラーの論文集、教科書、地図、ロモノーソフ全集を出版し、出版活動は成功し約16万ルーブルの黒字を生み出す。その他、幾何学、力学、化学、地理学、博物学の公開講座を開催し、下級貴族や下士官を中心とする各層に門戸を開いた。さらに、エカテリーナ2世にロシア語研究の必要性を言上し、同意を得た上で、ロシア・アカデミーの創設と科学アカデミー院長のまま、ロシア・アカデミー総裁に就任する。1793年ロシア・アカデミー辞典（全6巻）の完成という形で成果を見た。
ロシア帝国の領土拡大にともない、帝国の辺境を調査するための遠征に当たって、アカデミーのさまざまな科学者が、調査団、探検隊の指揮者や参加者として積極的に活動した。例えば、カムチャツカ半島遠征などを実施したヴィトゥス・ベーリングや、シベリアを調査したピーター・シモン・パラスなどが知られている。

### ソ連科学アカデミー
1917年の革命で帝政が崩壊すると、アカデミーの名称はロシア科学アカデミーと改められ、臨時政府、ソビエト・ロシアを経てソビエト連邦に引き継がれた。そして、ソ連政府は1925年7月にロシア科学アカデミーを最高学術機関と承認し、名称をソ連科学アカデミーと改称した。1933年教育人民委員部（文部省に当たる）から人民委員会議（内閣）の直属機関に移管される。翌1934年には、レニングラードからモスクワに所在を移した。1936年ソ連科学アカデミーは、共産主義アカデミーと合同し、従来の自然科学部門に、社会科学部門の研究分野、機関をその対象に加えるに至った。更に人民委員会議がソ連閣僚会議に改組されると、ソ連科学アカデミーは閣僚会議の直属機関となった。ソ連科学アカデミーはロシア共和国を除く14のソ連構成共和国の国立科学アカデミーを設立し、科学者の生活と研究を支援した。各共和国の科学アカデミーは以下の通り。
- ウクライナ共和国: Академія наук Української РСР、1918年創設、 現在のウクライナ国立学士院
- 白ロシア共和国: Акадэмія Навук Беларускай ССР、1929年創設、現在のベラルーシ国立科学アカデミー（英語版）
- ウズベク共和国: Ўзбекистон ССР Фанлар академияси、1943年創設、現在のウズベキスタン科学アカデミー
- カザフ共和国: Қазақ ССР Ғылым Академиясы、1946年創設、現在のカザフスタン共和国国立科学アカデミー（英語版）
- グルジア共和国: საქართველოს სსრ მეცნიერებათა აკადემია 、1941年創設、現在のジョージア科学アカデミー（英語版）
- アゼルバイジャン共和国: Азәрбајҹан ССР Елмләр Академијасы、1935年創設、現在のアゼルバイジャン国立科学アカデミー
- リトアニア共和国: Lietuvos TSR Mokslų akademija、1941年創設、現在のリトアニア科学アカデミー（英語版）
- モルダビア共和国: Академией Штиинце а РСС Молдовенешть、1946年創設、現在のモルドバ科学アカデミー
- ラトビア共和国: Latvijas PSR Zinātņu akadēmija 、1946年創設、現在のラトビア科学アカデミー
- キルギス共和国: 1954年創設、現在のキルギス共和国国立科学アカデミー
- タジク共和国: 1953年創設、現在のタジキスタン科学アカデミー（英語版）
- アルメニア共和国: Հայկական ՍՍՀ գիտությունների ակադեմիա、1943年創設、現在のアルメニア国立科学アカデミー
- トルクメン共和国: 創設年月日及び現状は不明
- エストニア共和国: Eesti NSV Teaduste Akadeemia、1946年創設、現在のエストニア科学アカデミー（英語版）

また、これとは別に医学アカデミー、教育学アカデミー、レーニン記念全ソ連農学アカデミー、芸術アカデミーが設立され、ソ連科学アカデミーと相互協力関係を結んだ。ソ連科学アカデミーは、ソ連国内で最も権威ある組織としてソ連共産党に対しても、一定の自立性を保った。その会員数はソ連末期の1987年には、正会員262名、準会員523名、外国人会員98名であった。アカデミー麾下の研究機関・シンクタンクとしては世界経済国際関係研究所（IMEMO）が有名である。地方支部として、シベリア部門がノヴォシビルスクに、ウラル部門がスヴェルドロフスク（現在のエカテリンブルク）に、極東部門がウラジオストクに設置されていた。ゴルバチョフによってペレストロイカが開始され、人民代議員大会が新設されると、科学アカデミーは社会団体として20議席が割り当てられた。

## ソ連崩壊後
1991年にソ連が崩壊しCIS（独立国家共同体）の成立に伴い、各国に独自の科学アカデミーが生まれた。新生ロシアに国家体制が変化したことに伴い、国家による補助は大幅に削減を余儀なくされたため、アカデミー傘下の研究機関は財政的に厳しい状況が続いている。
ロシア科学アカデミーは、旧ソ連科学アカデミーの基礎の下、約650の研究機関を傘下に有した。その中で主要な教育・研究機関は以下のものが上げられる。
- ブドケル核物理学研究所（英語版）
- ドロドニチン計算センター（英語版）
- ヨッフェ物理学技術研究所
- ケルディシュ応用数学研究所（英語版）
- コンスタンチノヴィチ＝コルトソフ進化生物学研究所（ロシア語版） N. K. Koltsov Institute of Developmental Biology, Russian Academy of Sciences (N. K. K IDB RAS)
- コマロフ植物研究所（英語版）
- レベデフ精密機械コンピュータ工学研究所（英語版）
- レベデフ物理学研究所
- ランダウ理論物理学研究所（英語版）
- オブホフ気象物理学研究所（英語版）
- 古生物学研究所（英語版）
- 特別宇宙物理学天文台（英語版）
- ステクロフ数学研究所
- スカーチェフ森林研究所（英語版）
- 哲学研究所
- 民俗学・人類学研究所（英語版）
- ロシア科学アカデミー考古学研究所
- アメリカ・カナダ研究所
- ロシア科学アカデミー東洋学研究所

モスクワ物理学・技術研究所は、ロシア科学アカデミーには属さずロシア連邦教育省に附属する。「フィステックシステム」（Phystech System）と呼ばれる教育システムを科学アカデミーの多くの研究機関が採用している。

### 21世紀初頭の改革
ロシア科学アカデミーは非営利の独立した組織であったが、2013年6月これを「政府が所有する公開組織」にする案が発表され、内外の会員から反対意見も出されるなどした。いくつかの経過の後、2013年には旧・農学アカデミーと医学アカデミーがロシア科学アカデミー傘下に入り、その後ロシア科学アカデミーは政府の科学・高等教育省に属する機関となった。
現在、ロシア科学アカデミーには13の学術分野と約1,000の研究所がある。2025年6月8日現在、ロシア科学アカデミーは、正会員865名、準会員1134名、外国人会員約450名を誇る。さらに、713名の教授がいる。

## 賞
ロシア科学アカデミーでは、いくつかの賞とメダルを授与している。
- ロモノーソフ金メダル
- N.N.ボゴリューボフ金メダル、N.N.Bogoliubov Gold Medal